# 松柏镇 (常宁市)
松柏镇，是中华人民共和国湖南省衡陽市常宁市下辖的一个乡镇级行政单位。2015年11月9日，松柏镇、水口山街道成建制合并设立水口山镇。

## 行政区划
松柏镇下辖以下地区：
大渔社区、松渔社区、枫树塘社区、坳岭社区、水口山社区、朱陂村、双发村、双泉村、凉水村、楠木村、南阳村、大渔村、双林村、金联村、金水村、高华村、天勤村、独石村、清水村、燕形村、紫山村、水邻村和新同村。